# Mandaon
Mandaon ist eine philippinische Stadtgemeinde in der Provinz Masbate, in der Verwaltungsregion V, Bicol. Sie hat 41.262 Einwohner (Zensus 1. August 2015), die in 26 Barangays leben. Sie wird als Gemeinde der dritten Einkommensklasse auf den Philippinen eingestuft. Das Gemeindezentrum liegt ca. 32 km westlich der Provinzhauptstadt Masbate City und ist über die Küstenstraße von dort aus erreichbar. Ihre Nachbargemeinden sind Aroroy im Norden, Milagros im Osten und Balud im Südwesten. Der lange Küstenstreifen der Gemeinde liegt an der Sibuyan-See.

## Baranggays
| - Alas - Ayat - Bat-Ongan - Bugtong - Buri - Cabitan - Cagmasoso - Canomoy - Centro - Dayao - Guincaiptan - Lantangan - Looc | - Mabatobato - Maolingon - Nailaban - Nanipsan - Pinamangcaan - Poblacion - Polo Dacu - San Juan - San Pablo - Santa Fe - Tagpu - Tumalaytay - Laguinbanwa |